# Neb-chau
Neb-chau ist ein altägyptisch-mythologischer Titel des Königs (Pharao), der sich symbolisch auf die göttliche Erscheinungsform des Königs bezieht und seit dem Alten Reich belegt ist. Als „göttlich beauftragter Herrscher“ erhielt der König den Titel wohl aufgrund des mit göttlicher Magie aufgeladenen Ornats.
Basierend auf dem Titel „Herr der Kronen“ (rote und weiße Krone) beziehungsweise „Herr der Krönungsgestalt“ verfügte der König über die notwendige göttliche Legitimation, um sein Amt ausüben zu können. So nannte sich beispielsweise Ramses II. als „Herr der Kronen“: Ramses, geliebt von Amun und Re.